# اسلاوکو گولوژا
اسلاوکو گولوژا (انگلیسی: Slavko Goluža؛ زادهٔ ۱۷ سپتامبر ۱۹۷۱) بازیکن هندبال اهل کرواسی بود.